# Martin Steinpeiss

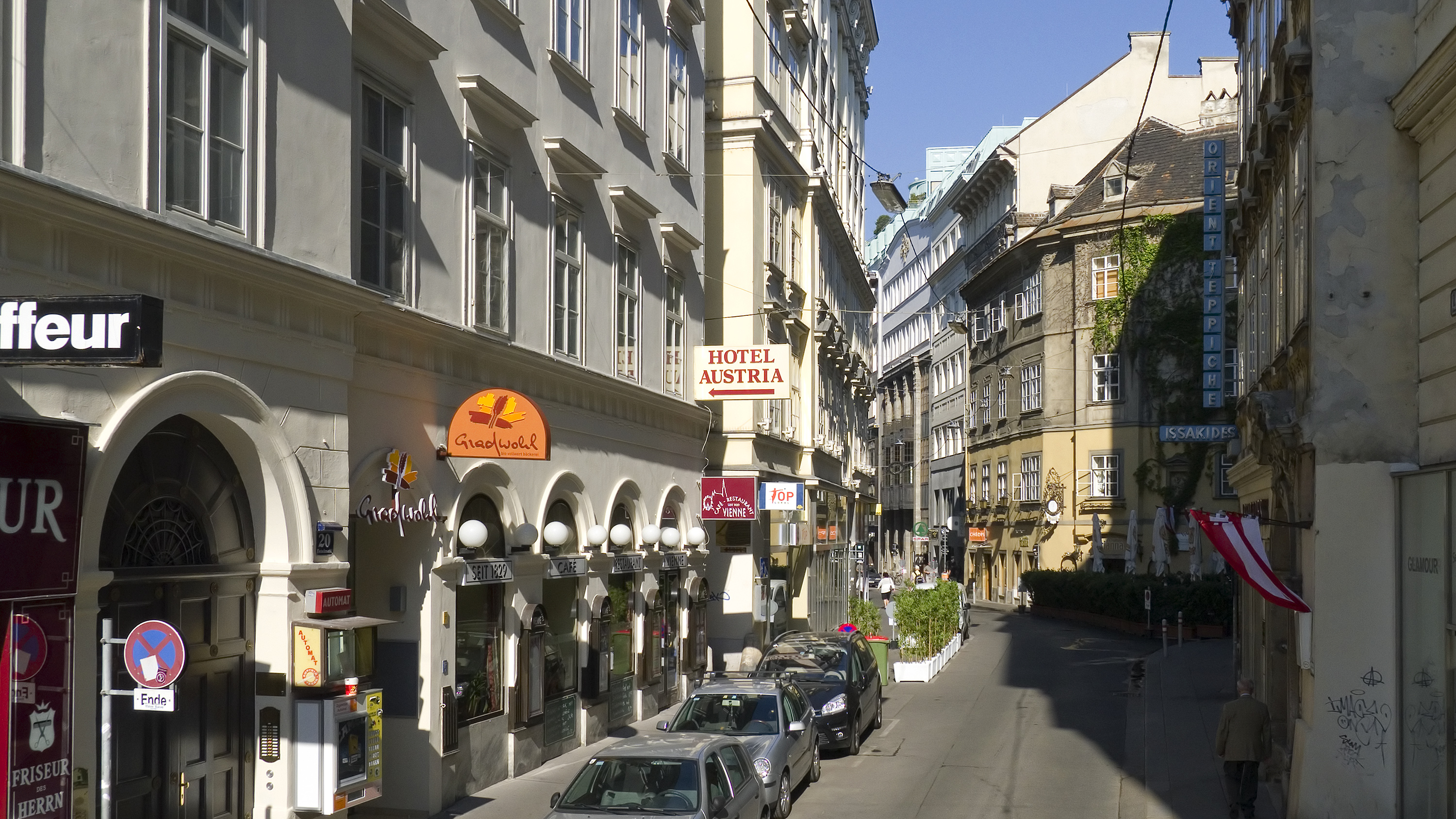
Ehemaliger Wohnsitz des Martin Steinpeiss im 16. Jahrhundert: Wien 1, im Haus (alter) Fleischmarkt 17, in heutiger Zeit

Martin Steinpeiss, auch Martinus Stainpeiss, Martin Stainpeis, Martin Stainpeiss, Martini Steinpers, Martin Stainpaiß, (* vor 1476; † 14. Juli 1527 in Wien), war ein österreichischer Arzt in Wien, Medizinprofessor und Dekan an der Universität Wien im 16. Jahrhundert.

## Herkunft und Familie
Martin Stainpeis war der Sohn des gleichnamigen Martin Stainpeis. Der Vater stammte aus Krain, einem der fünf historischen Regionen des heutigen Staates Slowenien, und war ein Schulkollege des späteren katholischen Bischofs von Wien, Georg von Slatkonia. Steinpeis war verheiratet mit Margareth und wohnte in seinem Besitz in Wien, Gemeindebezirk 1, im Haus (alter) Fleischmarkt 17.
Das Wappen von Martinus Stainpeiss ist in seinem Werk Liber de modo studendi seu legendi in medicina (1521) abgebildet: Es ist in einer alten deutschen Form dargestellt, eine im 14. und 15. Jahrhundert als Turnierschild aufkommende, rechteckige Tartsche mit einem tiefen Ausschnitt, der Speerruhe, an der rechten Seite, und zeigt als heraldische Wappenfiguren „ein [Tatzen-]Kreuz, einen Steinbeiß[er] und darunter ein [sechsstrahliger, gesenkter] Stern“.
Seine Grabstätte liegt auf dem Friedhof der Jakobskapelle in Wien.

## Studium und Beruf
Im Jahre 1476 wurde er in der österreichischen Universität Wien immatrikuliert und begann im Jahre 1484 für seine wissenschaftliche und praktische Ausbildung zum Arzt mit dem Studium der Medizin. Nachdem er bis 1488 studiert hatte, erhielt er den akademischen Abschluss des Bachelor (Baccalaureus) und im Anschluss daran zwei Jahre später im Jahre 1490 seine akademische Licentia docendi (Erlaubnis zu lehren), sein Lizenziat.
In der medizinischen Fakultät wurde Martin Stainpeis acht Mal zum Vorsteher der Fakultät ernannt und war damit Dekan bis zum Jahre 1510. Er erlangte vertieftes Wissen und hohes Ansehen, sodass er oftmals berufen wurde, Orte, die damals zur Abgabe von Medizinprodukten und Arzneimitteln berechtigt waren, einen Besuch abzustatten, wobei er diese Apotheken sowohl in der Stadt Wien als auch außerhalb der Gemeinde besuchte.
Als Martin Stainpeis im Jahre 1511 zunächst Stiftsarzt im Kloster St. Jakob auf der Hülben war, stiftete er dort einen Kirchenbau und ließ eine Kapelle errichten.

## Wirken und Werke

### Liber de modo studendi seu legendi in medicina
In der medizinischen Fakultät der Universität Wien wurde seit ihrer Gründung der Universität 1365 der Dekan und so auch Steinpeiss jeweils am 14. April und am 13. Oktober gewählt und trug alle Ereignisse der Fakultät zusammen. Martin Steinpeiss dokumentierte Einnahmen und Ausgaben der Kasse der Fakultät, die Endabrechnung seiner Amtszeit, die Studentenprüfungen, die Zulassung der an externen Universitäten promovierten Mediziner und alle Problematiken hinsichtlich des Hauses der Ärzte sowie mit dem Bürgermeister und dem Stadtrat der Stadt Wien, aber auch die Probleme mit den Apothekern und anderen Personen außerhalb der Universität wie beispielsweise Empiriker oder Kurpfuscher. Steinpeiss setzte sich besonders mit dem Studium der Medizin auseinander, schrieb und arbeitete Empfehlungen zum Studium aus, beschäftigte sich mit dem Lehrplan der Medizin und versuchte, das Studium für die Studenten leichter zu gestalten. Der Studiengang und die Ausbildung der Mediziner wurde von Martinus Stainpeis geprägt, der zusätzlich zu dem Lehrstoff in den seit der Gründung nahezu unveränderten Statuten seinen inoffiziellen Studienführer drucken ließ. Der Professor der medizinischen Fakultät spiegelte sein Wirken in seinem Werk Liber de modo studendi seu legendi in medicina (1521) in einer Zeit wider, in der das Mittelalter im Umbruch stand und die Wissenschaft und ihre Arbeitsweise vom Humanismus geprägt waren. Die mittelalterliche Medizin war mit dem Arabismus verbunden. Und so basiert das Werk auf dem 5-bändigen Kanon des persischen Arztes Avicenna. Neben den Fächern der Anatomie und Physiologie finden sich darin Beschreibungen zu einfachen und zusammengesetzten Arzneien. Es werden zudem sowohl bestimmte Erkrankungen des gesamten Körpers, als auch Fiebererkrankungen, Pest, Verbrennungen sowie Vergiftungen erläutert. Stainpeis kommentierte, bot Lehren zur Gesundheit und beschrieb im Sinne der Kasuistik Symptome von Krankheiten, die von unterschiedlichen Mediziner aus der Region des heutigen Italien stammten.

### Lapidarium omni voluptate refertum
Martin Steinpeiss war wahrscheinlich auch der Autor einer zweiten Schrift, Lapidarium omni voluptate refertum: & medicine plurima notatu dignissima experimenta complectens (um 1500). Gennaro Gjannelli, laut seiner Auflistung in der Biblioteca della Eloquenza Italiana (V. 1753, S. 14) vom Beruf her Physiker und ein Mann der Literatur, war im Besitz dieses Buches, welches Teil seiner großen Sammlung medizinischer Bücher war. Gemäß der British Library als Nationalbibliothek des Vereinigten Königreichs wird das Werk Lapidarium (manchmal) Martin Steinpeiss zugerechnet. Es besteht aus zwei Teilen, wobei der erste 12 Kapitel umfasst und Bezug nimmt auf Wirkungen sowie Eigenschaften, wohingegen der zweite Teil 117 Steine in alphabetischer Ordnung listet und beschreibt. Viele der von Steinpeiss beschriebenen Steine sind Edelsteine. Bei den meisten Informationen aus diesem Werk nimmt Martin Steinpeis weitgehend Bezug auf Zitate bekannter Autoren, darunter sowohl Albertus [Magnus, bzw. Albert von Lauingen], der sich u. a. auch mit der Alchemie beschäftigende deutschen Gelehrte und Bischof (um 1200 bis 1280), als auch [Johannes] Serapion (Yūhannā Ibn Sarābiyūn), ein arabischer (syrischsprachiger) Autor medizinischer Schriften (um 873), sowie Pliny, Dyast, Evax und der persische Arzt Avicenna (um 980 bis 1037 n. Chr.). Bei Steinpeissens Rezeption des Serapion ist allgemein der Aspekt zu beachten, dass die von Ibn Wafid im 11. Jahrhundert verfasste Arzneimittellehre Aggregator, auch Liber aggregatus in medicinis simplicibus, dem Johannes Serapion lange Zeit fälschlicherweise zugeschrieben wurde.